# Kurt Lundqvist
Kurt Lundqvist   (Landskrona, 20 de novembre de 1914 - 26 de març de 1976) va ser un atleta suec, especialista en el salt d'alçada, que va competir durant la dècada de 1930.
En el seu palmarès destaca una medalla d'or en la prova del salt d'alçada al Campionat d'Europa d'atletisme de 1938. En la final superà als finlandesos Kalevi Kotkas i Lauri Kalima, segon i tercer respectivament. A nivell nacional guanyà el campionat nacional de salt d'alçada de 1933 i de 1935 a 1938. El 1937 aconseguí el rècord nacional de l'especialitat amb 1m 98cm. Va mantenir el rècord fins a l'agost de 1939, quan Åke Ödmark saltà un centímetre més.

## Millors marques
- Salt d'alçada. 1,98 metres (1937)[5]